# Liste des sites Ramsar en Lettonie
Cet article recense les zones humides de la Lettonie concernées par la convention de Ramsar.

## Statistiques
La convention de Ramsar est entrée en vigueur en Lettonie le 25 novembre 1995.
En janvier 2020, le pays compte 56 sites Ramsar, couvrant une superficie de 1 503,18 km2 (soit environ 2,3% du territoire letton).

## Liste
| Site                                         | Notes                                  | Date            | Superficie (km²) | Altitude (m) | Identifiant Ramsar | Identifiant WDPA | Coordonnées                       | Photo |
| -------------------------------------------- | -------------------------------------- | --------------- | ---------------- | ------------ | ------------------ | ---------------- | --------------------------------- | ----- |
| Lac d'Engure                                 |                                        | 25 juillet 1995 | 197,00           | 3            | 738                | 95339            | 57° 15′ 36″ nord, 23° 08′ 46″ est |       |
| Kaņieris                                     |                                        | 25 juillet 1995 | 19,95            | 2 - 4        | 739                | 95340            | 57° 00′ 22″ nord, 23° 27′ 04″ est |       |
| Tourbières de Teiča (lv) et de Pelečāre (lv) |                                        | 25 juillet 1995 | 235,60           | 97 - 114     | 740                | 95341            | 56° 35′ 53″ nord, 26° 29′ 28″ est |       |
| Complexe de zones humides de Lubāna (lv)     |                                        | 31 octobre 2002 | 480,20           | 80           | 1384               | 902316           | 56° 48′ 58″ nord, 26° 54′ 36″ est |       |
| Tourbières du Nord (lv)                      |                                        | 31 octobre 2002 | 53,18            | 50 - 60      | 1385               | 902317           | 57° 58′ 16″ nord, 24° 51′ 32″ est |       |
| Complexe de zones humides de Pape            | Comprend, entre autres, le lac de Pape | 31 octobre 2002 | 517,25           | -1 - 1       | 1386               | 902318           | 56° 10′ 01″ nord, 20° 55′ 05″ est |       |